# پرده‌بال‌مانان
پرده‌بال‌مانان (به لاتین: Hymenopterida) بالاراسته‌ای از حشرات است که شامل پرده‌بالان و راسته Panorpida (منقارسران، کک‌ها، دوبالان، بال‌موداران و بال‌پولک‌داران) است. این بالاراسته عضوی از درون‌بال‌داران است و نزدیک‌ترین پیوند به راسته‌های Neuropterida و Coleopterida (قاب‌بالان و پیچیده‌بالان) است.